# Fire Queen und Jenny Lind
Fire Queen und Jenny Lind waren die ersten Lokomotiven der Padarn Railway des Dinorwic-Schiefersteinbruchs in Wales.

## Geschichte

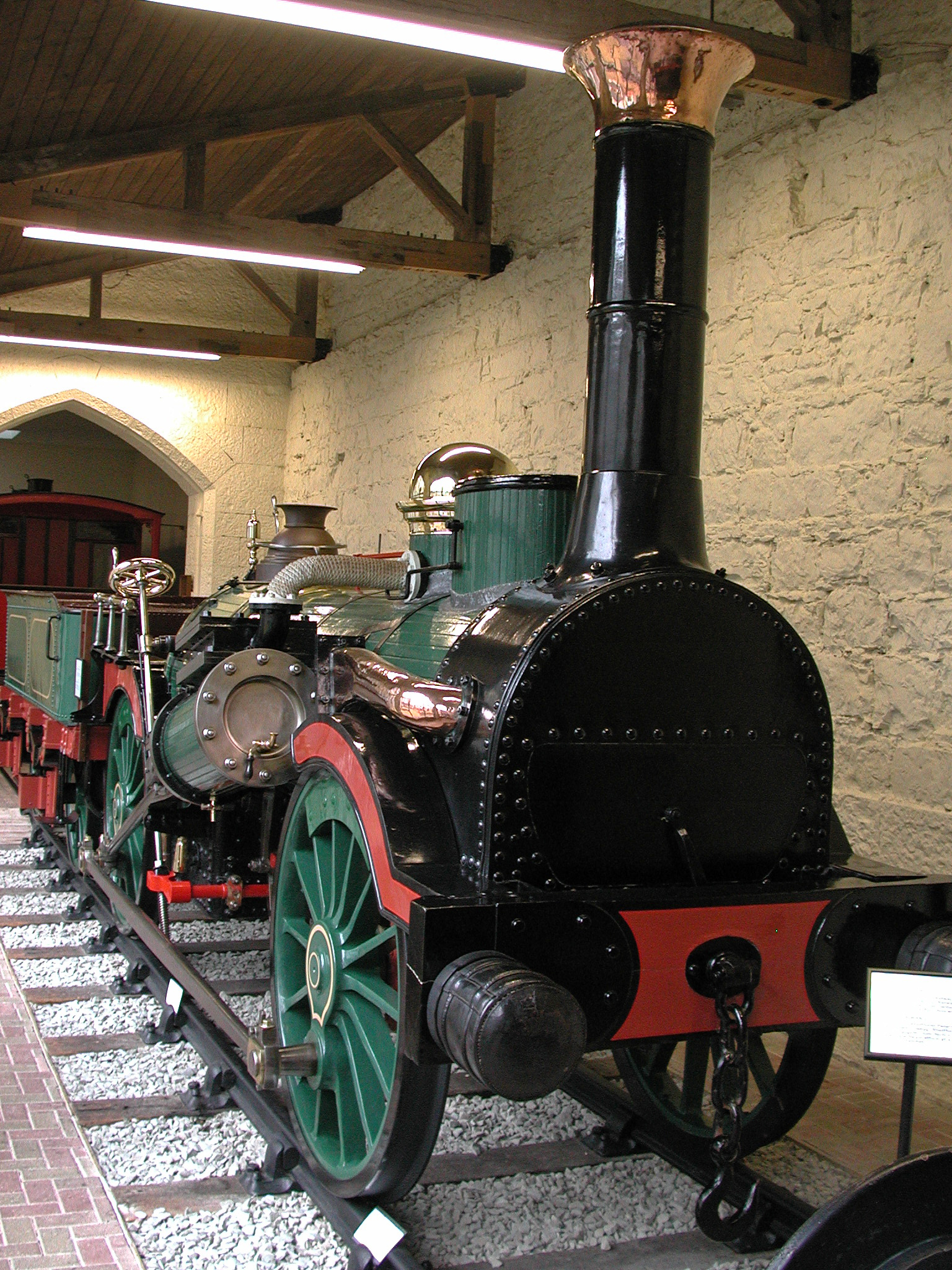
Fire Queen im Penrhyn Castle Railway Museum

Die sogenannte Padarn Railway war die entlang des Llyn Padarn verlaufende Verbindungsbahn zwischen dem eigentlichen Steinbruch und dem betriebseigenen Hafen Port Donorwic in der Ortschaft Y Felinheli. Anders als das übrige Schienennetz des Steinbruchs und des Hafens, das eine Spurweite von 22,75 Zoll (578 mm) aufwies, war die Verbindungsbahn in der Spurweite von 4 Fuß (1219 mm) gebaut. Dies ermöglichte es, jeweils vier kleine Wagen mit Schieferplatten auf einem Transportwagen im Huckepackbetrieb zu befördern.
Die Padarn Railway wurde Anfang der 1840er Jahre eröffnet und löste dabei eine ältere, in 578 mm Spurweite gebaute Verbindungsbahn ab. Anfangs wurde sie mit Pferden betrieben, doch schon 1848 wurden zwei Dampflokomotiven in Betrieb genommen. Sie stammten vom Unternehmen Horlock and Company, das vorher und nachher keine anderen Lokomotiven gebaut hat. Im Steinbruch selbst, also auf 578 mm Spurweite, kamen Lokomotiven erst ab ca. 1870 zum Einsatz.
Fire Queen und Jenny Lind blieben bis in die 1880er Jahre im Einsatz und wurden dann durch drei von Hunslet gebaute Tenderlokomotiven ersetzt. Jenny Lind wurde 1882 verschrottet, aber Fire Queen überlebte in einem Abstellschuppen, bis 1969 der Steinbruchbetrieb eingestellt wurde.
Heute steht die Fire Queen im Penrhyn Castle Railway Museum. Sie ist die einzige erhaltene Lokomotive der Padarn Railway.

## Technische Merkmale
Neben der seltenen Spurweite waren Fire Queen und Jenny Lind auch in ihrem Aufbau ungewöhnlich. Obwohl sie als Güterzuglokomotiven konzipiert waren, basierten sie auf dem Patent von Thomas Russell Crampton (dessen Frau mit der Opernsängerin Jenny Lind befreundet war) und wurden wahrscheinlich auch von ihm selbst konstruiert. Cramptons Patent sah einen hinter dem Stehkessel angeordneten Treibradsatz mit relativ großem Durchmesser für hohe Geschwindigkeiten vor, aber anders als die klassische Crampton-Lokomotiven hatten die beiden Horlock-Maschinen zwei Kuppelradsätze, wobei der vordere Radsatz unter der Rauchkammer lief.
Der dadurch relativ große Achsstand ermöglichte es, die Zylinder geneigt zwischen den Radsätzen anzuordnen; die Treibstangen lagen dabei innerhalb der Kuppelstangen. Einen Rahmen hatten die Lokomotiven nicht; Zylinder und Achsen waren direkt am Kessel befestigt. Der dadurch gewonnene Platz erlaubte die Verwendung eines Normalspur-Kessels auf der schmalspurigen Lokomotive. Die Steuerung der Bauart Stephenson wurde von der vorderen Achse angetrieben und – erstmals überhaupt – über eine Steuerspindel bedient. Die Speisepumpen wurden, wie damals allgemein üblich, mechanisch über die Kreuzköpfe angetrieben. Die Vorräte waren auf einem zweiachsigen Schlepptender untergebracht.